# داء سيستيني كليوني

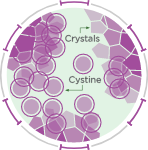
بلورات السيستين

الداء السيستيني الكليوني (بالإنجليزية: Nephropathic Cystinosis) أو متلازمة أبديرهلدين-كوفمان-ليجناك أو متلازمة AKL.
هي متلازمة ناتجة عن اضطراب جيني نادر الحدوث يؤدي إلى مرض وراثي متنحي. ينتج عنه تراكم الحمض الأميني السيستين داخل الخلايا مما يتسبب في تلف الخلايا نتيجة لتكون بلورات السيستين. يؤثر تراكم الحمض الأميني السيستين عادةً على أعضاء الجسم الرئيسية، وخاصة الكلى والعينين. وغالبًا ما تسبب هذه المتلازمة أعراضًا شديدة عند الرضع والأطفال، ويساعد التشخيص والعلاج المبكر في منع المضاعفات القاتلة والمبكرة.
الكُليون أو (الوحدة الأنبوبية الكلوية): هو الوحدة الفاعلة الأساسية في الكلية، ويمكن تسميته اصطلاحًا مصفاة الكلية.
و يحدث هذا المرض بسبب طفرات في جين CTNS على الكروموسوم (17p13)، والذي يشفر نواقل السيستين التي تدعى سيستينوسين في الأجسام الحالّة
******
تعود الأوصاف الأولى إلى بداية القرن العشرين، عندما تم العثور على بلورات السيستين في الكبد والطحال لطفل صغير توفي بسبب الجفاف وعدم القدرة على النمو
تم العثور على الجين المشفر CTNS في عام 1998. منذ ذلك الحين تم وصف أكثر من 100 طفرة ممرضة في جين CTNS.
النقطة الأهم في العلاج هب عن طريق إخراج السيستامين من الجسم (بالإنجليزية:depletion therapy with cysteamine) الذي ثبت أنه يبطئ تقدم الفشل الكلوي ويمنع أو يبطئ الآثار خارج الكلى، على الرغم من أنه ليس علاجًا شِفائياً، فهو يقلل الأعراض ويخفف من سرعة تطورها لكنه لا يعالج المرض نفسه.
هناك ثلاثة أشكال مختلفة من داء السيستين، والتي تختلف في العمر في مظهر وشدة الأعراض:
(1) داء السيستين الكلوي عند الرضع، وهو الشكل الأكثر شيوعًا وشدة.(2) داء الكيسات الكلوي عند الشباب، والذي يتميز بظهور الأعراض لاحقًا وبطء التقدم.(3) داء الكيسات الكلوي عند الكبار، مع علامات عينية بشكل رئيسي، ويمكننا تسميته أيضًا باسم (داء السيستين غير الكلوي).
يظهر كل شكل من الأشكال الثلاثة طفرات مختلفة في جين CTNS. يحدث داء السيستين تقريبًا في 1-2 من كل 100000 ولادة حية.

## أنواع السيستين

### داء السيتين الكليوني الطفولي
لا تظهر أعراض سريريًا على الرّضع عند الولادة، ويكون طول ووزن الرضيع طبيعيّاً عند الولادة، على الرغم من أن تراكم السيستين يبدأ بالفعل في الرحم. تحدث الأعراض الأولى خلال السنة الأولى من العمر، وعادة ما تظهر على شكل متلازمة فانكوني الكلوية، وهو اختلال وظيفي في النبيبات القريبة مما يؤدي إلى العطاش، والبوال، والجفاف، والحماض الأنبوبي الكلوي القريب (بالإنجليزية: Proximal renal tubular acidosis)، وفقدان الكهارل في البول، وتأخر النمو.
يمكن العثور على الجلوكوز والبيلة الحمضمينية في البول. في حالة الجلوكوز ومستويات الجلوكوز الطبيعية في الدم، يجب على المرء دائمًا التفكير في الجلوكوز الكلوي أو متلازمة فانكوني.
  البيلة السكرية هي المعلمة الوحيدة التي يتم الكشف عنها بواسطة شريط فحص البول في مشاكل الأنابيب الكلوية (Tubulopathy) الناتجة عن متلازمة فانكوني. قد يفسر معدل دوران البروتين المرتفع في النبيبات القريبة سبب كون متلازمة فانكوني هي أول أعراض داء السيستين.
بدون المرحلة النهائية من العلاج، يحدث الفشل الكلوي بمتوسط عمر 10 سنوات. حوالي 95% من مرضى داء السيستين يعانون من هذا النوع. تاريخيا يمثل داء السيستين 5% من الفشل الكلوي في مرحلة الطفولة.

### داء السيستين الكليوني الشبابي
المرضى الذين يعانون من النوع الشبابي من داء السيستيني الكلوي تظهر عليهم الأعراض في سن أكب، وغالبًا ما تظهر عليهم أعراض غير محددة أكثر من المرضى الذين يعانون من داء السيستيني الطفولي مثل المتلازمة الكليونية أو اعتلال النبيب القريب الخفيف (بالإنجليزية: mild proximal tubulopathy)، ولكن ليس بالضرورة أن يصاب المريض بالصورة الكاملة لمتلازمة فانكوني. قد يحدث مرض الكلى في نهاية المرحلة. يتم تشخيص معظم المرضى في العقد الثاني من العمر، بعد أن يؤدي ظهور رهاب الضوء إلى فحص العين، حيث أنه قد يتم العثور على بلورات السيستين في القرنية.
يمثل هذا النموذج ما يقرب من 5% من جميع حالات داء السيستين

### داء السيستين غير الكليوني
يظهر هذا النوع فقط مع أعراض بصرية، حيث تقتصر الترسبات على القرنية والملتحمة ويعرف أيضًا باسم الشكل البالغ من داء السيستيني.
  تجدر الإشارة إلى أنه قد يكون هناك سلسلة متصلة بين الأشكال الأكثر اعتدالًا من داء السيستين، حيث تم وصف الأشكال غير الكلوية والشبابي داخل عائلة واحدة.
لذلك، يجب مراقبة الوظيفة الكلوية لكل مريض مصاب بداء السيستين غير الكلوي عن كثب

## الأسباب

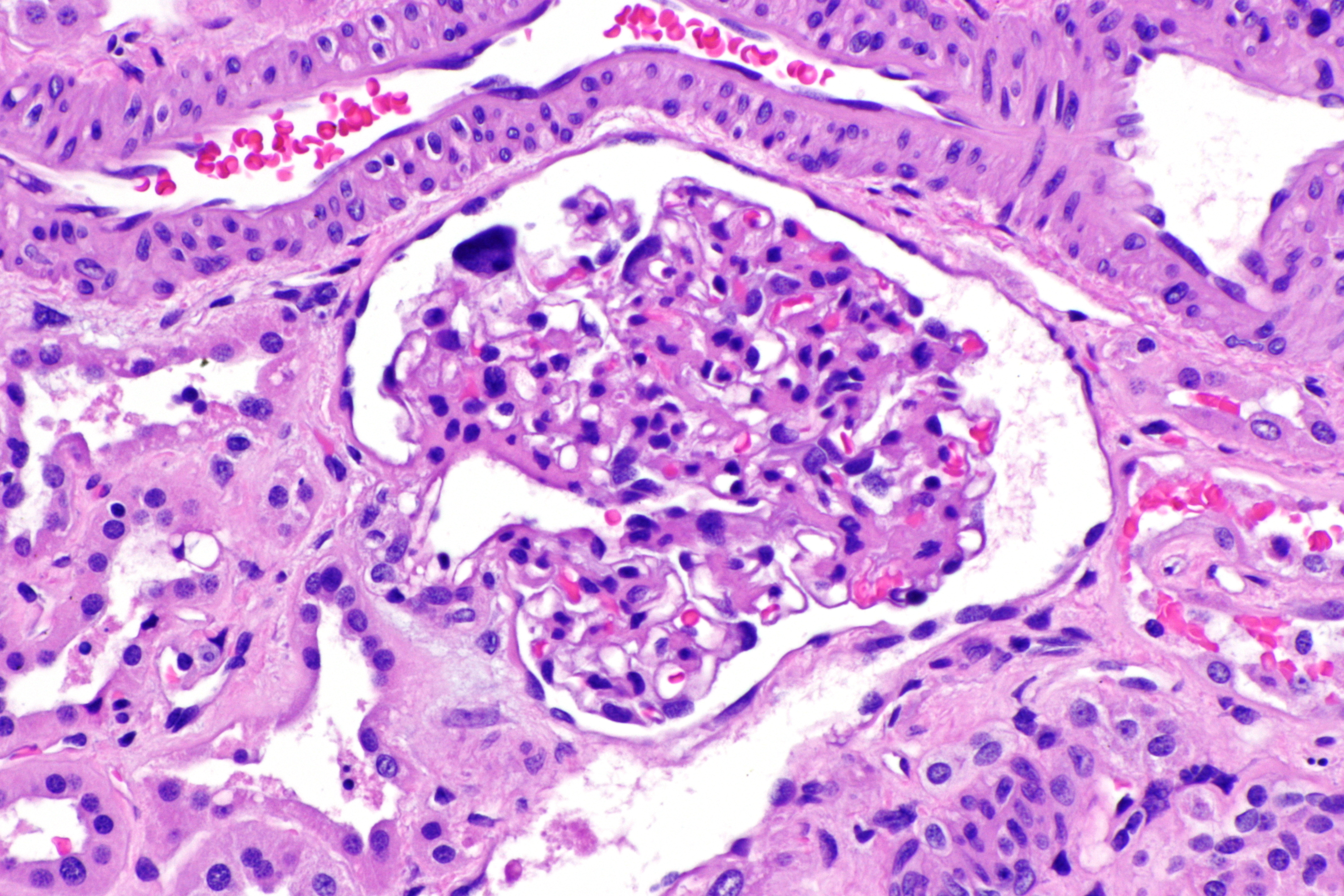
داء السيستين - الكلى

يوجد في خلايا جسم الإنسان بروتين يدعى سيستينوسين، وهو بروتين يمر عبر الغشاء الليزوزومي (غشاء الجسم الحال) ويعمل كناقل نشط لتصدير جزيئات السيستين من الجسم الحال.
يحدث داء السيستين الكيلوني نتيجة طفرات في جين يدعى CTNS، وهو الجين المسؤول عن تشفير بروتين السيستينوسين في البشر، تؤدي الطفرات في جين CTNS إلى نقص بروتين السيستينوسين (Cystinosin).
داخل الخلايا، يقوم السيستينوسين بطرد السيستين من الجسيمات الحالة. ولكن عندما نَفقِد بروتين السيستينوسين نتيجة طفرة في جين CTNS، يبدأ السيستين في التراكم في الخلايا ويبدأ في تكوين البلورات.
ينتج عن هذا التراكم التدريجي للسيستين تلف الخلايا في الكلى.
يتداخل التراكم المفرط للسيستين مع وظيفة الخلية ويؤدي في النهاية إلى تدمير الخلايا وموتها.

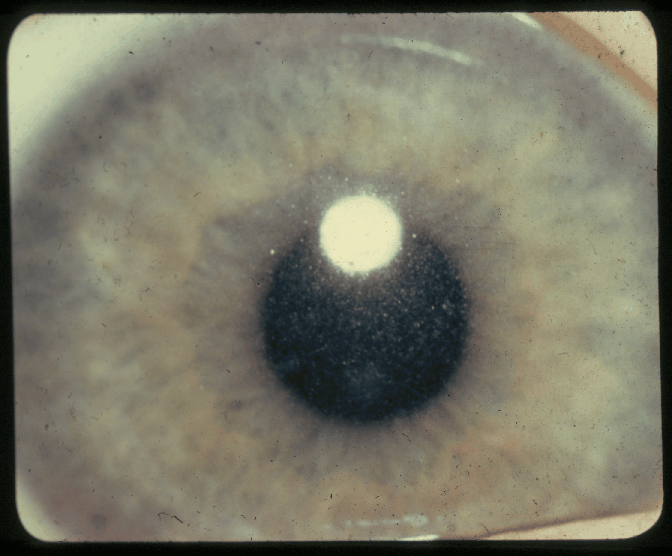
بسبب ضعف النمو والعطاش. تم إدخال المريض إلى المستشفى في حالة من اليوريم والغيبوبة. أظهر فحص القرنية أن السطح والمنطقة تحت الظهارية المباشرة مرصعة بجزيئات متألقة دقيقة ذات لون بني ذهبي، موزعة بشكل موحد في جميع أنحاء القرنية، ولكن ربما تجنيب المنطقة الطرفية ([1]). بدا أن السدى كان واضحًا، لكن السطح الخلفي للقرنية أظهر نفس النوع من الجزيئات في الربع السفلي للأنف، على الرغم من تناثره مما كان عليه الحال على السطح. على ما يبدو كان هناك أيضًا بعض البلورات في الملتحمة. كان التشخيص المبدئي هو داء السيستين أو متلازمة فانكوني، ولكن على عكس الحالات الأخرى المبلغ عنها، ظهرت البلورات على السطح الأمامي والخلفي وليس في السدى. تمت رؤية المريض مرة أخرى في سن الثامنة، عندما عاد إلى المستشفى. القرنية لا تزال تحتوي على بلورات ([2]). كان الحدث الوحيد الجدير بالملاحظة في التاريخ الحديث هو نزيف في الأنف لمدة 20 ساعة. كان نيتروجينه غير البروتيني 140 وكان يبدو شاحبًا جدًا، لكنه كان مفعمًا بالحيوية واليقظة. كان يعاني من فقر الدم ونفاد البوتاسيوم. من المفترض أن كلا من فقر الدم والأهبة النزفية كانا يعزى ان إلى التبول في الدم. توفي المريض في المستشفى. وتجدر الإشارة إلى حقيقة أن أشقائه الثلاثة أظهروا جميعًا قرنيات واضحة بدون بلورات. ومع ذلك، كانت الأصغر سنًا تبلغ من العمر ثلاثة أشهر وعندما تم فحصها مرة أخرى في سن عامين، كانت لديها بلورات وفيرة وداء سيستين كلوي.

يتم ملاحظة جميع أعراض وعلامات متلازمة فالكوني. الأعراض والعلامات الإضافية هي كما يلي:
- ضمور العضلات
- العمى
- عدم القدرة على البلع
- ضعف التعرق
- قلة تصبغ الجلد والشعر
- مرض الكلى في نهاية المرحلة
- السكري
- انخفاض هرمون الغدة الدرقية

العلامات السريرية الأولى في المرضى الذين يعانون من داء السيستين الكليوني عند الأطفال هي بوال، عطاش، وفشل في النمو. تعكس هذه الأعراض متلازمة فانكوني الكلوية مع الحماض الاستقلابي (الأيضي) وفقدان الشوارد، وخاصة الفوسفات. نظرًا لأن داء السيستيني هو السبب الأكثر شيوعًا لمتلازمة فانكوني الكلوية في هذا العمر، يجب دائمًا مراعاة هذا التشخيص التفريقي. قد تكون الأسباب الأقل شيوعًا لمتلازمة فانكوني الثانوية هي مرض دنت، أو متلازمة لوي، أو عدم تحمل الفركتوز الموروث، أو الجالاكتوز في الدم، أو التيروزين في الدم. نادرًا ما يمكن العثور على رواسب السيستين في القرنية، والتي تكون علامة مرضية في الداء السيستيني غير المُعالج في السنة الأولى من العمر ولكنها تظهر تقريبًا في كل مريض غير معالج في سن 16 شهرًا. يتم تأكيد التشخيص عن طريق قياس مستويات السيستين المرتفعة في خلايا الدم البيضاء متبوعة باختبار جيني للطفرات في جين CTNS. لمستويات السيستين، انظر الجدول1
| الوصف                                                            | القياس                                      |
| ---------------------------------------------------------------- | ------------------------------------------- |
| الطبيعي                                                          | ≤ 0.2 نانومول هيميسايتسن/ ملغرام بروتين     |
| الداء السيستيني الكليوني                                         | 5.0-23.0 نانومول هيميسايتسن/ ملغرام بروتين  |
| الداء السيستسنس الغير كليوني                                     | 1.0-3.0 نانومول هيميسايتسن/ ملغرام بروتين   |
| بروتين حامل متغاير الزايغوت                                      | ≥ 1.0 نانومول هيميسايتسن/ ملغرام بروتين     |
| المستويات المستهدفة لعلاج للداء السيستيني الكيلوني القابل للعلاج | > 0.5-1.0 نانومول هيميسايتسن/ ملغرام بروتين |

## فحص البول:[25]
تظهر الأعراض التالية:
- خلايا الدم الحمراء في البول غائبة
- بيلة بروتينية - يوجد تركيز عالي للبروتين في البول
- بيلة سكرية- يوجد تركيز عالي من الكربوهيدرات في البول.
- الأسمولية المنخفضة
- الشوارد البولية - يتم قياس إفراز الصوديوم والبوتاسيوم والكالسيوم والكلوريد عبر البول.

## فحص الدم
- مطياف الكتلة- يستخدم اختبار مطياف الكتلة لقياس مستويات السيستين في خلايا الدم البيضاء.
- تظهر الشوارد التالية لدراسة كهارل الدم مستويات غير طبيعية.
- نقص بوتاسيوم الدم - انخفاض مستوى البوتاسيوم في الدم:
  - نقص فوسفات الدم - انخفاض مستوى الفوسفات في الدم
  - فرط صوديوم الدم - لوحظ انخفاض مستوى الصوديوم
  - بيكربونات- لوحظ انخفاض مستوى البيكربونات.
  - الرقم الهيدروجيني- الحماض
- دراسات غازات الدم:
  - لوحظ الحماض الأيضي.

## فحص الكريستالات (البلورات)
- يتم فحص بلورات السيستين في البول القلوي. البلورات سداسية الشكل وعديمة اللون. نظرًا لأن البلورات عديمة اللون، غالبًا ما يتم فحص البلورات تحت خلفية مستقطبة واستدلال اللون المستقطب.
- دراسات الأحياء الدقيقة لمتلازمة داء السيستيني الكليوني أو داء السيستين الكليوني:
  - خلايا الدم البيضاء- يتم فحص مستويات السيستين داخل الكريات البيض متعددة النوى.
  - ثقافة الخلايا الليفية- يتم قياس مستويات السيستين في الخلايا الليفية المزروعة.

## خزعة الكلى لمتلازمة Abderhalden-Kaufmann-Lignac أو داء السيستين الكليوني
يتم إجراء الفحوصات النسيجية لخلايا الكلى لمراقبة السيستين داخل الخلايا.

## الدراسات الإشعاعية لمتلازمة Abderhalden-Kaufmann-Lignac أو داء السيستين الكليوني
فحص الكلى بالموجات فوق الصوتية - لتقييم حصوات الكلى وحجمها.
التصوير المقطعي المحوسبCAT Scan- لتقييم وحجم حصوات الكلى.
التصوير بالرنين المغناطيسي للكلية - لتقييم حصوات الكلى وحجمها.

## العلاج

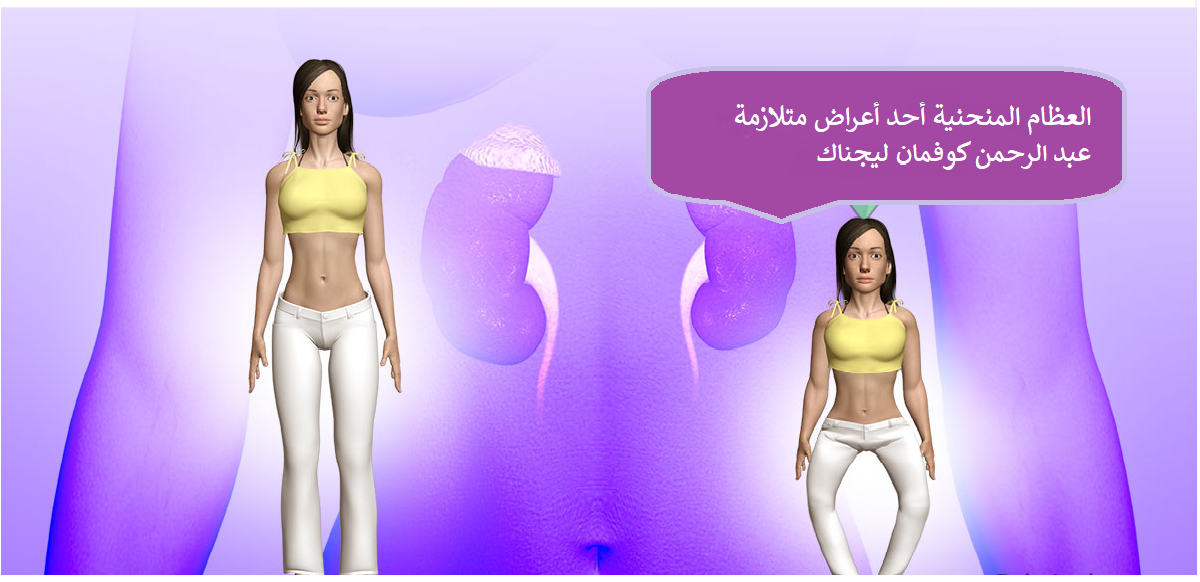
العظام المنحنية من أبرز أعراض متلازمة عبد الرحمن كوفمان ليجناك

### علاج الأعراض لمتلازمة Abderhalden-Kaufmann-Lignac أو داء السيستين الكليوني:[5][18][26]
- معالجة الجفاف.
- جرعة عالية من فيتامين د.
- المكملات من الشوارد- سترات الصوديوم لعلاج الحماض الاستقلابي.
- استبدال الشوارد -التشوهات المرتبطة بـالبوتاسيوم والبيكربونات والفوسفات التي يتم علاجها بالمكملات الفموية أو الوريدية.

### العلاج العلاجي لمتلازمة Abderhalden-Kaufmann-Lignac أو داء السيستين الكليوني:[5][18][26]
السيستامين هو عامل مستنفد للسيستين، بالتالي يساعد على خروجه من الخلايا حيث أن السيستامين هو الدواء الوحيد الذي لديه القدرة على إبطاء تطور داء السيستيني عن طريق إزالة السيستين من الخلايا. يمكن علاج المرضى باعطائهم مضادات الالتهاب غير الستيروئيدية لعلاج داء السيستين الكليوني، حيث أن الإندوميتاسين - يقلل من إدرار البول وفقدان الماء، ولكنه قد يسبب قرحة في المعدة. وهناك علاجات متعلقة بهرمون الغدة الدرقية لمتلازمة داء السيستين الكليوني، عن طريق استبدال هرمون الغدة الدرقية. وقد يتم اعطاء المرضى هرمون النمو حيث يتم اختبار هرمون النمو لتحسين النمو. ومن طرق العلاج اعطاء المرضى السيستامين على شكل قطرة عين لإزالة بلورات السيستين في القرنية. يمكن تخفيف أعراض رهاب الضوء في معظم الحالات التي تَلي العلاج. وقد يصل المطاف بالمريض إلى زرع الكلى في نهاية المرحلة وللمراحل المتأخرة من المرض.

## علم الوراثة
يمكن تأكيد التشخيص عن طريق الاختبارات الجينية. حيث أن جين CTNS، الذي يشفرالبروتين الحامل الليزوزومي السيستينوسين، يقع على الذراع القصيرة للكروموسوم 17بي 13 (بالإنجليزية: 17p13). الطفرة الأكثر شيوعًا في شمال أوروبا هي حذف جزء يدعى 57-kb والذي يمثل حوالي 75% من جميع حالات داء السيستين الكليوني. حتى الآن، هناك أكثر من 100 طفرة معروفة في جين CTNS. تؤدي معظم الطفرات في جين CTNS إلى فقدان كامل لنشاط نقل السيستينوسين. النمط الظاهري هو داء السيستين الكلبوني الطفلي. المرضى الذين يعانون من الشكل الأكثر اعتدالًا الشباب أو غير المصابين بالتهاب الكلى يظهرون طفرات مختلفة تشير إلى وجود ارتباط بين النمط الوراثي والنمط الظاهري.- لا يزال التسبب في المرض غير مفهوم تمامًا لأنه لا يوجد نموذج مَرضيّ يشرح الرابط بين تراكم السيستين الليزوزومي ومتلازمة فانكوني الكلوية تمامًا.

## الفيزيولوجيا المرضية والعرض السريري

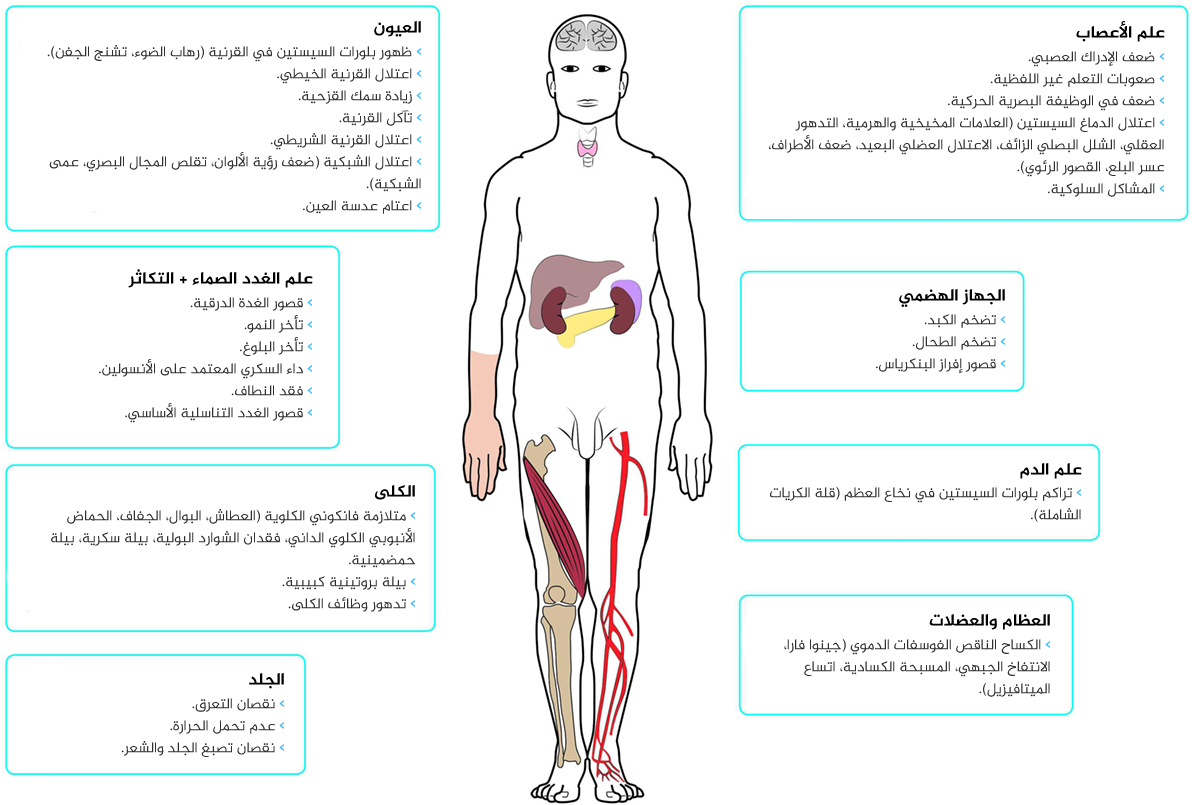
الشكل1: الأعراض المحتملة ومظاهر مرض داء السيستين الكليوني.

السيستين هو ثنائي كبريتيد من الحمض الأميني السيستين. يتم إنشاؤه عن طريق التحلل المائي للبروتين الليزوزومي. نظرًا لعدم وجود خلل إنزيمي في الخلايا السستينية، ركز الباحثون على البروتينات الناقلة المشوهة الغير سليمة التي أدت إلى تحديد بروتين الغشاء السيستينوسين المكون من سبع انثناءات، والذي يعمل على نقل السيستين من الليزوزومات إلى السيتوبلازم. عيوب النقل الناتجة عن العيب في البروتين الناقل تؤدي إلى تراكم وتبلور السيستين في الحيز الليزوزومي. تعاني الخلايا المصابة من اختلال وظيفي في الميتوكوندريا، والإجهاد التأكسدي (oxidative stress)، والالتهاب، وفي النهاية، تخضع لموت الخلايا المبرمج. نظرًا لأن الليزوزومات هي جزء من كل نوع من الخلايا، فإن تراكم السيستين يحدث في جميع أنحاء الجسم، مما يجعل داء السيستين مرضًا جهازيًا. بمرور الوقت، يمكن رؤية المزيد من الأعراض في كل عضو تقريبًا. تمثل الأقسام التالية مجرد مجموعة مختارة من مظاهر داء السيستين. انظر أيضًا الشكل1.

## التأثير على الكلى

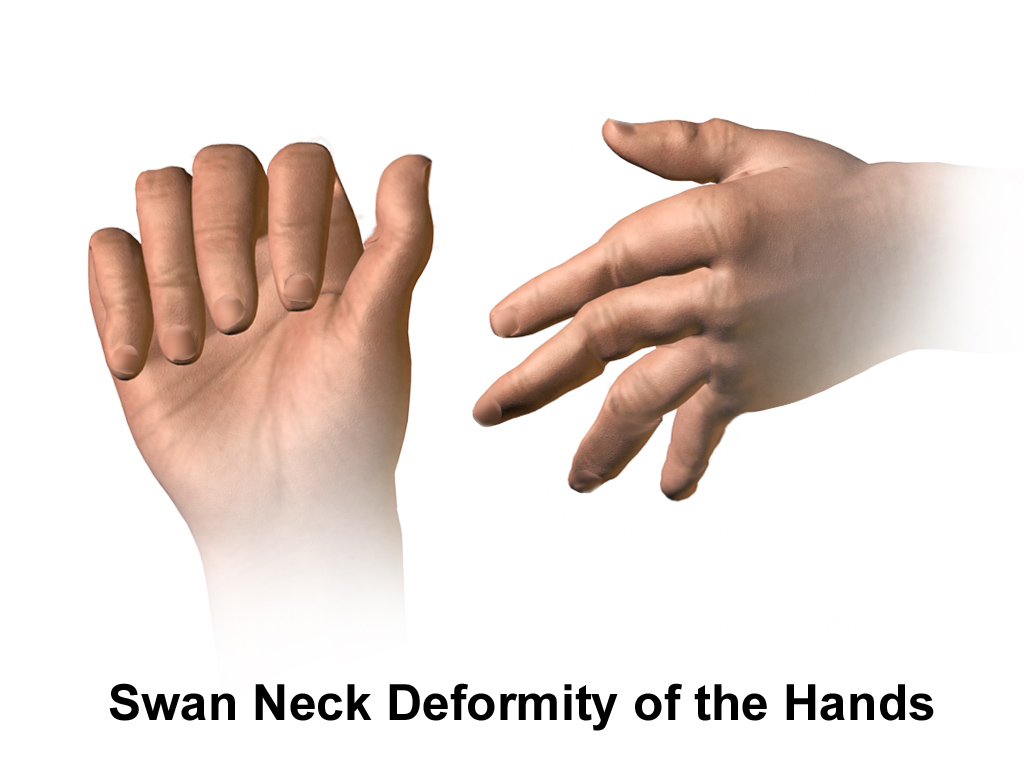
تشوه عنق البجعة

هناك قابلية مختلفة لأنواع الخلايا لتراكم السيستين، لكن الخلايا الكلوية حساسة بشكل خاص. هذا هو السبب وراء ظهور داء السيستين بشكل أساسي مع أعراض كلوية (انظر أعلاه الشكل1).
أولاً، الأنسجة الضعيفة هي النبيب القريب أو الداني (proximal tubule) الذي يؤدي إلى متلازمة فانكوني الكلوية، وهو العرض الرئيسي لداء السيستين. العلامة المرضية النسيجية المميزة هي ما يسمى تشوه عنق البجعة

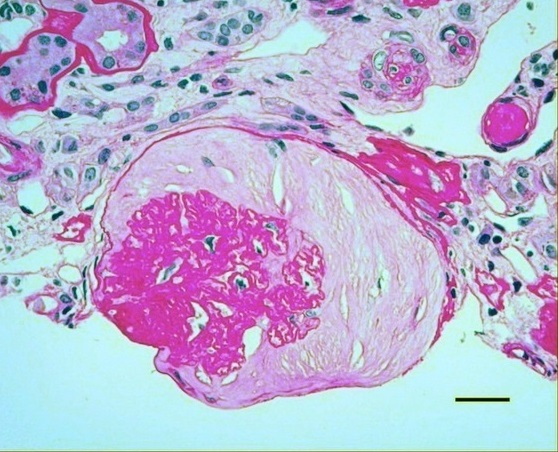
آفة كبيبية

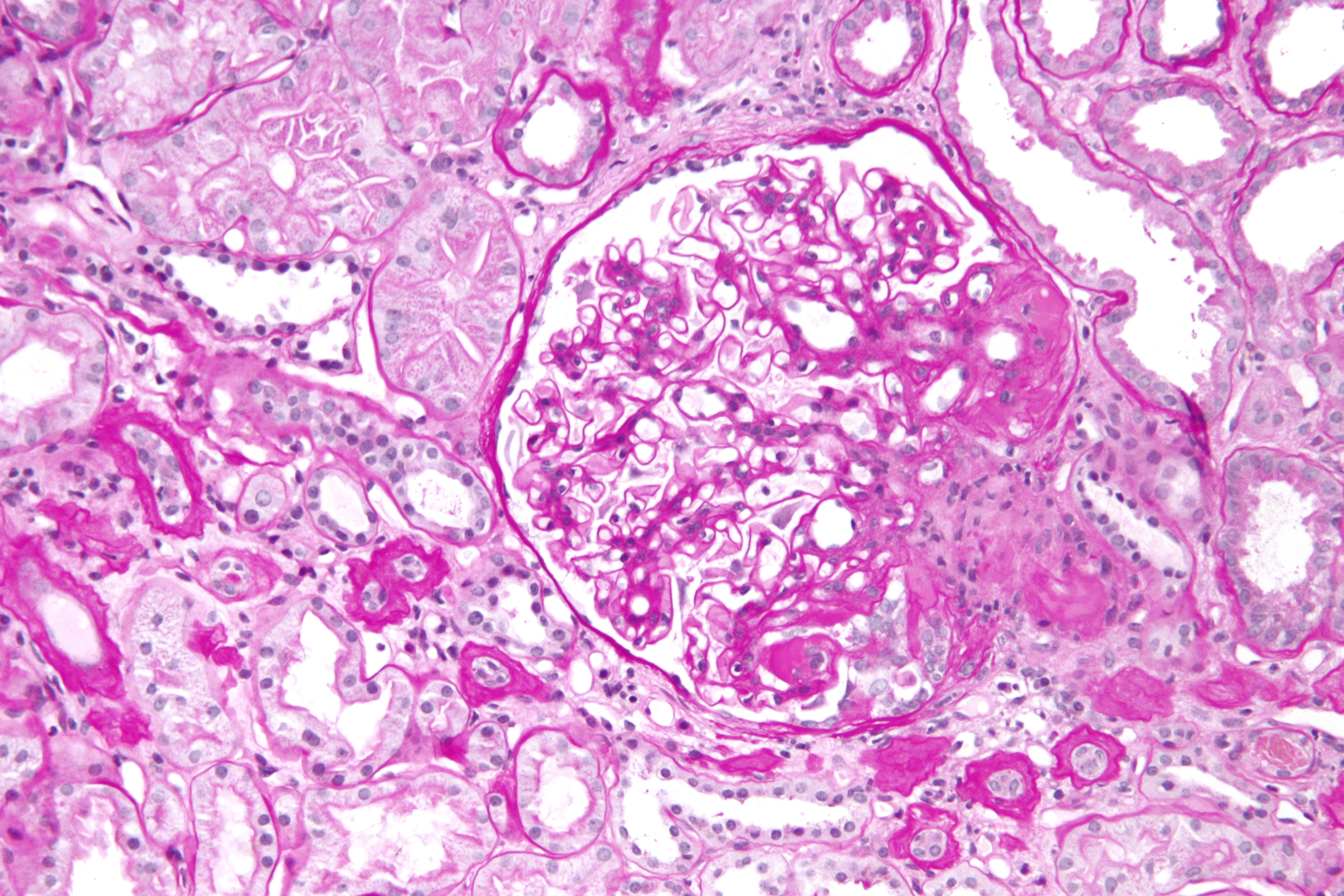
التصلب البؤري: صورة مجهرية عالية التكبير لتصلب الكبيبات القطعي البؤري، متغير نقيري. عادة ما يتم اختصار تصلب الكبيبات البؤري القطعي FSGS. صبغة PAS. خزعة الكلى. يظهر كمتلازمة كلوية. الصور ذات الصلة

(بالإنجليزية: swan neck deformity)، والتي تصف فقدان الخلايا النبيبية القريبة. يُظهر الفحص المجهري الإلكتروني بلورات السيستين في الخلايا النبيبية. في الوقت نفسه، تحدث الآفات الكبيبية (glomerular lesions) في الكليونات في الكلية بسبب إصابة خلايا الأقدام التي تظهر نسيجيّا مع صورة التصلب البؤري والتصلب القطعي وتؤدي سريريًا إلى بيلة بروتينية كبيبية وتدهور تدريجي في وظائف الكلى. باستخدام الفحص المجهري الإلكتروني، تظهر خلايا رجلاء امتضخمة ومتعددة النوى ولديها طمس في بروزات أقدام الخلايا (foot process effacement) وهو أمر مسبب لداء السيستين. لا يتكرر داء السيستين بعد إجراء عملية زرع الكلى بعد نقلها من متبرع.

## العين

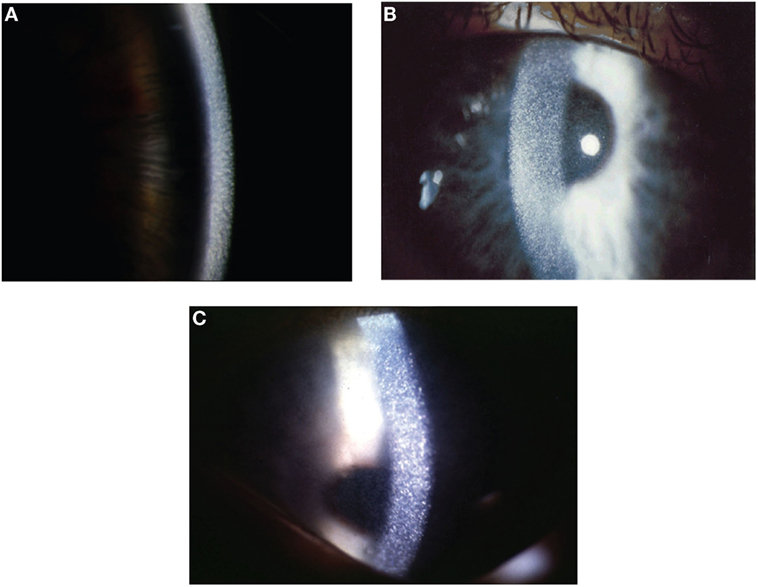
الشكل 2. فحص القرنية بالمصباح الشقي(slit-lamp) لثلاثة مرضى يعانون من داء السيستين الكلوي. (A) عرض شعاع شقي رائع للقرنية مع بلورات السيستين. (B) إنارة رجعية (Retroillumination) تظهر بلورات منتشرة ملحوظة معبأة داخل القرنية. (c) إنارة رجعية مع نظر المريض لأسفل لإظهار مدى ترسب البلورات حتى الحافة المحيطية للقرنية. بإذن ودي من طب العيون السريري، دوف برس نقلاً عن موقع

من المحتمل أن تكون المشكلة المبكرة الأكثر إعاقة ذاتية هي رهاب الضوء بسبب ترسب لبلورات السيستين في القرنية (انظر الشكل 2) والذي يبدأ في متوسط عمر 3-4 سنوات، عندما لا يتم تقديم العلاج.
  يؤدي المسار الطبيعي لداء السيستين في العين إلى حدوث تشنج الجفن وتآكل القرنية واعتلال القرنية النقطي السطحي واعتلال القرنية الشريطي
تسبب إصابة الشبكية، والتي يمكن رؤيتها باستمرار دون علاج، فقدان الرؤية في وقت لاحق من الحياة.
  لا يؤثر علاج استنفاد الفم (Oral depletion treatment) باستخدام السيستامين على مظاهر العين نظرًا لعدم وجود الأوعية الدموية في القرنية.
لذلك تم وضع علاج موضعي، يحمل تحديات جديدة للمرضى لأنه يجب تطبيق قطرات العين المحتوية على السيستامين 6-12 مرة في اليوم.

## العظام والعضلات
تؤدي زيادة فقد الفوسفات والكالسيوم في البول واضطرابات في استقلاب فيتامين د إلى حدوث «كساح نقص فوسفات الدم» في مرضى داء السيستيني. العلامات السريرية هي جينوا فارا (ركبة فحجاء)، البروز الجبهي (frontal bossing)، و سبحة الرخد، والتوسع الميتافيزيقي (metaphyseal widening) في الأشعة السينية للهيكل العظمي.
ومع ذلك، هناك مرضى يبدون متشابهين في الأعراض السريرية دون النتائج المختبرية لاستقلاب فيتامين (د) المضطرب المذكورة أعلاه على الرغم من علاجهم باستخدام السيستامين.
يمكن تفسير هذه النتيجة بنقص النحاس بسبب سمية السيستامين، والتي قد تتداخل مع الارتباط المتبادل للكولاجين. تأخر النمو هو نتيجة متكررة في مرضى داء السيستين وعادة ما يتم علاجه بهرمون النمو.
على الرغم من أن قياس امتصاص الأشعة السينية (X-ray absorptiometry) يُظهر كثافة العظام ضمن النطاق الطبيعي، يمكن رؤية كسور العظام في كثير من الأحيان في داء السيستين. من المحتمل أن تكون بلورات السيستين داخل العظم مسببة لارتفاع مستويات امتصاص الأشعة السينية بشكل خاطئ مما يجعل قياس امتصاص الأشعة السينية أداة غير فعالة لتقييم مخاطر الكسر لدى مرضى داء السيستين. يجب أن يكون التصوير المقطعي المحيطي ثلاثي الأبعاد هو الطريقة المفضلة لتقييم مخاطر الكسر لدى الأطفال المتأخرين عن النمو المصابين بمرض (الكلى المزمن).

## علم الأعصاب
يؤدي تراكم بلورات السيستين في الدماغ إلى ضعف الإدراك العصبي. العلامات المبكرة لتأثر الدماغ هي صعوبات التعلم غير اللفظية التي تؤدي إلى ضعف الوظائف التنفيذية، في حين أن الذكاء اللفظي والعام طبيعيَّين. يمكن للسيستامين عبور الحاجز الدموي الدماغي. يمكن أن يؤدي العلاج الإستنفاذي (Depletion treatment) باستخدام السيستامين إلى تحسين النتائج العصبية حتى عندما يكون المرضى يعانون من أعراض بالفعل، ولكن تبين أيضًا أن ضعف الوظيفة البصرية والحركية يحدث حتى لو بدأ علاج السيستامين قبل أن يصبح الضعف العصبي ملحوظًا. هذا يشير إلى أن التراكم ليس فقط هو الذي يسبب صعوبات التعلم لدى مرضى داء السيستين. المضاعفات العصبية طويلة المدى هي اعتلال دماغي سيستيني، والذي يظهر بعلامات مخيخية وهرمية (cerebellar and pyramidal signs)، وتدهور عقلي وشلل بصلي كاذب، بالإضافة إلى اعتلال عضلي بعيد يبدأ بضعف الأطراف وينتج عنه عسر البلع وقصور رئوي. ثبت أن العلاج باستخدام السيستامين له تأثير مفيد وقابل للعكس على كل من اعتلال الدماغ السيستيني والاعتلال العضلي البعيد.

## علم الغدد
أكثر اكتشافات الغدد الصماء شيوعًا هي قصور الغدة الدرقية، والتي تظهر تقريبًا في نصف مرضى داء السيستيني ويمكن علاجها بسهولة باستبدال هرمونات الغدة الدرقية. من النتائج الأخرى المتكررة قصور الغدد التناسلية.
  يكون مرضى داء السيستيني الذكور عرضة للعقم بسبب فقد النطاف حتى لو عولجوا بالسيستامين منذ سن مبكرة.
  لقد ثبت أن تكوين الحيوانات المنوية على مستوى الخصية يمكن أن يكون سليما. الآليات الأساسية لا تزال غير واضحة. تم الإبلاغ مؤخرًا عن حدوث حمل ناجح بعد شفط الحيوانات المنوية من البربخ عن طريق الجلد متبوعًا بحقن الحيوانات المنوية بالبويضة. تتمتع مريضات داء السيستين بالخصوبة وقد تم وصف العديد من حالات الحمل بالناجحة. أعضاء الغدد الصماء المصابة الأخرى هي البنكرياس الإفرازي والبنكرياس الصماء مما يؤدي إلى داء السكري في 5% من جميع المرضى.

## علاج النضوب (الاستنفاذ) الجهازي
علاج النضوب الجهازي

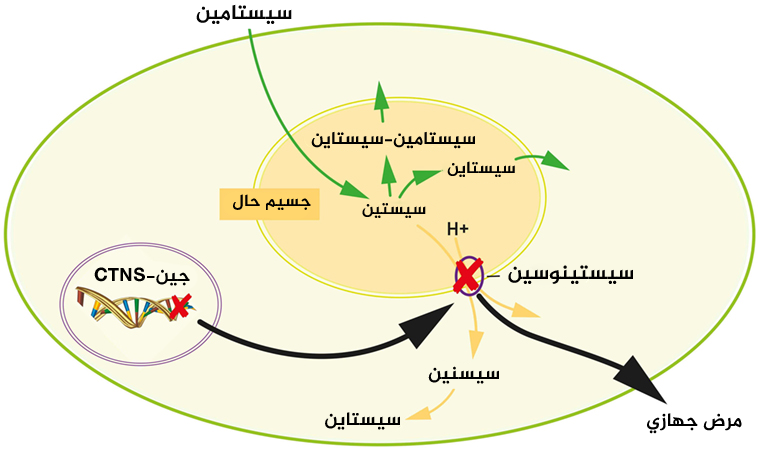
استقلاب السيستين داخل الخلايا. عادةً ما يترك السيستين الليزوزوم عبر السيستينوسين عن طريق بروتين السيستين (الأسهم الصفراء). تسبب الطفرات في جين CTNS تراكم السيستين في الجسيم بسبب خلل في السيستينوسين (الأسهم السوداء). يتراكم السيستين ويشكل بلورات داخل الليزوزوم. يستحث السيستامين تفاعلًا كيميائيًا ينتج عنه سيستامين- سيستين وسيستين. يخرج كلا الجزيئين من الليزوزوم متجاوزًا بروتين ناقل السيستينوسين (الأسهم الخضراء). مقتبس من المرجع.

(بالإنجليزية:Systemic Depletion Therapy)
عن طريق إخراج السيستين من الخلايا.
قامت التجارب الأولى باستخدام 1,4 ديثيوثريتول (بالإنجليزية: 1,4-dithiothreitol (DTT)) لعلاج استنفاد السيستين من الخلايا أو حمض الأسكوربيك بنجاح معتدل.
تم وصف علاج استنفاد السيستين بالسيستامين لأول مرة في عام 1976 وما زال المعيار الذهبي في علاج داء السيستين. يستحث السيستامين تفاعل تبادل ثيول ثنائي كبريتيد الذي يولد كميات متساوية من جزيئات السيستين وسيستين سيستين من السيستين (40).
يمكن لهذه الجزيئات الخروج من الجسيمات الحالة باستخدام ناقلات كاتيونية بديلة وتجاوز ناقل السيستينوسين المعيب، كما هو موضح في الشكل 3 (41).
يمكن مراقبة علاج السيستامين عن طريق قياس مستويات السيستين داخل الخلايا في خلايا الدم البيضاء، والتي تعتبر انعكاسًا لتركيز السيستين في أنسجة الجسم الأخرى.
  المستويات المستهدفة عادة هي «<1.0 نانومول هيميسيستين / ملغ بروتين». نظرًا لأن مستويات السيستين في الأشخاص الأصحاء هي «<0.2 نانومول» هيميسيستين / ملغ بروتين، فإن النطاق الأمثل لمرضى داء السيستين يعتبر <0.5 نانومول هيميسيستين / ملغ بروتين (12، 42، 43).
منذ عام 1997 كان السيستامين متاحًا كدواء تجاري في صيغة الإفراج الفوري (immediate-release) التي تتطلب جدول إدارة صارم 6 ساعات للحفاظ على مستويات البلازما الفعالة. تتوفر تركيبة جديدة للإفراز المتأخر (delayed-release) منذ عام 2013 في الولايات المتحدة الأمريكية ومنذ عام 2014 في أوروبا والتي يجب أن يتم تناولها مرتين فقط يوميًا. تستخدم كلتا الصيغتين بيطرطرات السيستامين (cysteamine bitartrate) نظرًا لأن صيغة البيترطرات تحتاج إلى جرعات أقل للحفاظ على مستويات البلازما من هيدروكلوريد السيستامين أو الفوسفوسيستامين (44). تتكون التركيبة الجديدة المتأخرة من حبات مغلفة معوية مغلفة بالجيلاتين الصلب والتي تسمح بتمديد المدخول حتى 12 ساعة (45).
تم إثبات وصول السيستامين الممتد والفوري إلى المستويات المستهدفة للسيستين، والتي يُعتقد أنها ضرورية لإبطاء تقدم الأعراض المرتبطة بداء السيستين.
  تدعم 12 ساعة من تناول تركيبة الإصدار الممتد من الدواء الالتزام بالعلاج من خلال تبسيط جدول تناول الدواء، بينما تختلف تجارب الآثار الجانبية من مركز إلى آخر.
  نظرًا لأن الاستراتيجيات العلاجية الجديدة في العديد من مجالات أمراض الأطفال مكنت المرضى من الوصول إلى سن المراهقة والبلوغ، على سبيل المثال، المرضى الذين يعانون من التليف الكيسي أو داء السكري، فقد نشأت مشاكل جديدة مع الالتزام بالعلاج في هذا العمر مما أدى إلى مفهوم الانتقال المحكوم من طب الأطفال إلى صحة البالغين -خدمات الرعاية. يمكن ملاحظة ذلك أيضًا في مرضى داء السيستين الذين يوصى باستخدام بروتوكولات انتقالية خاصة (48، 49).
معظم الآثار الجانبية المبلغ عنها للعلاج بالسيستامين هي رائحة الفم الكريهة ورائحة العرق الكريهة والآثار الجانبية المعدية المعوية مثل الغثيان وآلام البطن. الجرعات المناسبة بحد أقصى 1.95 جم / م 2 / يوم مع زيادة الجدول الزمني للتطبيق تدريجيًا تتجنب الآثار الجانبية مثل الخمول وارتفاع الحرارة والطفح الجلدي (50-52). أظهرت التقارير الأخيرة لأحداث سلبية جديدة مثل الآفات الجلدية التي تشبه الكدمات، وتشوهات العظام، وضعف العضلات لدى مرضى داء السيستين الذين يعانون من متلازمة فانكوني، أن لديهم زيادة في إفراز «النحاس في البول» تحت العلاج بالسيستامين. أدى ذلك إلى فرضية أن سمية السيستامين تسبب نقص النحاس بسبب التشابه الهيكلي للسيستامين مع
يمين-بنيسيلامين (D-Penicillamine) مما أدى إلى انخفاض تكوين الألدهيدات اللازمة للربط المتبادل للكولاجين (collagen cross-linking)(28).

## قطرات للعين
يقلل علاج النضوب الجهازي بالسيستامين (Systemic depletion therapy with cysteamine) من مضاعفات الجزء الخلفي للعين مثل التغيرات الصبغية (pigmentary changes) التي يمكن أن تؤدي إلى اعتلال الشبكية وفقدان الرؤية، ولكنها لا تمنع ترسب بلورات السيستين في القرنية والملتحمة. لقد ثبت أن رهاب الضوء يرتبط بالكثافة البلورية، وتسلل الخلايا الالتهابية، وتلف الأعصاب داخل القرنية. لذلك، فإن العلاج الموضعي ضروري وقد أثبت فعاليته.
تركيبات قطرة العين هي محاليل مائية يجب إعطاؤها 6-12 مرة في اليوم. نظرًا لأن السيستامين غير مستقر في درجة حرارة الغرفة وعند التعرض للضوء، فإن تخزين قطرات العين ونقلها يمثلان تحديًا يجعل الالتزام بالعلاج صعبًا. تم تطوير تركيبة لزجة جديدة شبيهة بالهلام مع تركيز أعلى بخمسة أضعاف من السيستامين، والذي يجب تناوله أربع مرات فقط يوميًا. تزيد التركيبة الشبيهة بالهلام من وقت التلامس مع القرنية مما يسمح للسيستامين بالتغلغل بعمق أكبر في طبقات القرنية. من ناحية أخرى، فإن استخدام القطرات الشبيهة بالهلام ينتج عنه آثار جانبية مثل اللسع (stinging)، والحرقان (burning)، وتشوش الرؤية (vision blurring)التي كانت أكثر شيوعًا مقارنة بالتركيبة المائية.
قد يكون السبب هو ارتفاع تركيز السيستامين والاتساق اللزج ولكنه لم يؤد إلى انخفاض الالتزام بالعلاج. المرضى الذين لا يعالجون بقطرات العين يصابون أحيانًا بآفات حادة في القرنية تتطلب زرع القرنية. العلاج الموضعي ضروري حتى بعد زرع القرنية لأن الخلايا المضيفة التي تعاني من نقص السيستينوسين يمكن أن تغزو القرنية المزروعة (14).

## الآفاق المستقبلية
على الرغم من أن العلاج المستنفد بالسيستامين - عن طريق الفم والموضعي - قد حسّن من تشخيص مرضى داء السيستين بشكل كبير، إلا أنه لا يزال غير علاج علاجي لأن بروتين النقل الليزوزومي المعيب سيستينوسين (cystinosin) يتم تجاوزه فقط. يمكن للصيغ الجديدة من السيستامين الموضعي والفمويّ أن تخفف من الجدول الزمني الطبي ومن خلال هذا العلاج الذي يسهل الإلتزام به.
لكن السيستامين ليس له سوى «تأثير متأخر على المضاعفات مثل المرحلة النهائية من الفشل الكلوي».
يتزايد الدليل على أن الخلل الوظيفي في بروتين النقل الليزوزومي cystinosin يؤدي إلى عدة تفاعلات مضطربة داخل الخلايا لا يمكن تصحيحها عن طريق استنفاد السيستين من الحيز الليزوزومي: على سبيل المثال، تظهر الخلايا السستينية:
(1 ضعف الالتهام الذاتي المعتمد على الشابرون؛(impaired chaperone-mediated autophagy)
(2) انخفاض مستويات عامل النسخ EB، وهو عامل رئيسي في تنظيم التكوُّن الحيوي للجسيمات الليزوزومية والتخلص منها (56)؛ و
  (3) تقليل التنظيم لهدف الثدييات لمسار الرابامايسين في الخلايا الأنبوبية القريبة (57).
لا تتأثر كل هذه الآليات بعلاج السيستامين وترتبط باستمرار متلازمة فانكوني الكلوية (8). كما أن «استتباب الطاقة الخلوية المتغير» أو زيادة الإجهاد التأكسدي الموجود في الخلايا الليفية الكيسية تقدم أهدافًا محتملة جديدة لعلاج داء السيستين، ولكنها لا تقدم علاجًا سببيًا إن أكثر الأساليب الواعدة لعلاج داء السيستين هو زرع الخلايا الجذعية المكونة للدم الحاملة للـ CTNS.
  تم زرع الخلايا الجذعية من المتبرعين من النوع البري في الفئران المشعة (CTNS-knockout). في حين أن زرع الخلايا الجذعية الوسيطة لم يتكامل بكفاءة، فإن زرع الخلايا الجذعية المكونة للدم أدى إلى زراعة مستقرة في الفئران. أدى ذلك إلى تحسن طويل الأمد في وظائف الكلى بما في ذلك متلازمة فانكوني على الرغم من أن الخلايا الجذعية لم تعيد برمجة الخلايا الأنبوبية القريبة. أظهر الفحص المجهري متحد البؤر أن معظم الخلايا الجذعية المزروعة تمايزت إلى خلايا ليمفاوية أو شجرية أو ليفية ولا تحل محل خلايا الظهارة الكلوية. وصل انخفاض محتوى السيستين في الأنسجة المختلفة إلى 94٪. كان زرع الخلايا الجذعية المكونة للدم لا يزال فعالًا في الفئران الأكبر سنًا، مما يشير إلى أن العلاج بالخلايا الجذعية قد يظل خيارًا حتى لو ظهرت إصابة الأنسجة بالفعل. تظل الآلية الدقيقة للعلاج بالخلايا الجذعية غير واضحة. من الممكن أن يحمي العلاج بالخلايا الجذعية الأنسجة السليمة من التعرض للضرر بواسطة بلورات السيستين أو أن الأنسجة التالفة يتم عكسها (8). لا يزال يتعين النظر في المزيد من المشكلات المتعلقة بزرع الخلايا الجذعية الخيفية مثل مرض الكسب غير المشروع مقابل مرض المضيف، والتي تسبب ارتفاع معدلات المراضة والوفيات في المرضى الذين تم زرعهم. نهج جديد يستخدم الخلايا الجذعية المكونة للدم ذاتية المعدلة وراثيا. بالنسبة للنقل، يتم استخدام ناقل الفيروس البطيء ذاتية التعطيل في محاولة لتقليل مخاطر زرع الخلايا الجذعية الخيفية (62).